# Monastère Saint-Nicolas de Krekhiv
Pour les articles homonymes, voir Monastère de Saint-Nicolas.
Le monastère st-Nicolas de Krekhiv  est un bâtiment religieux classé du raïon de Lviv en Ukraine.
Il y a été fondé comme monastère orthodoxe en 1612, les cellules monacales sont sur un plan en T construits entre 1775 et 1780 puis entre 1898 et 1902.

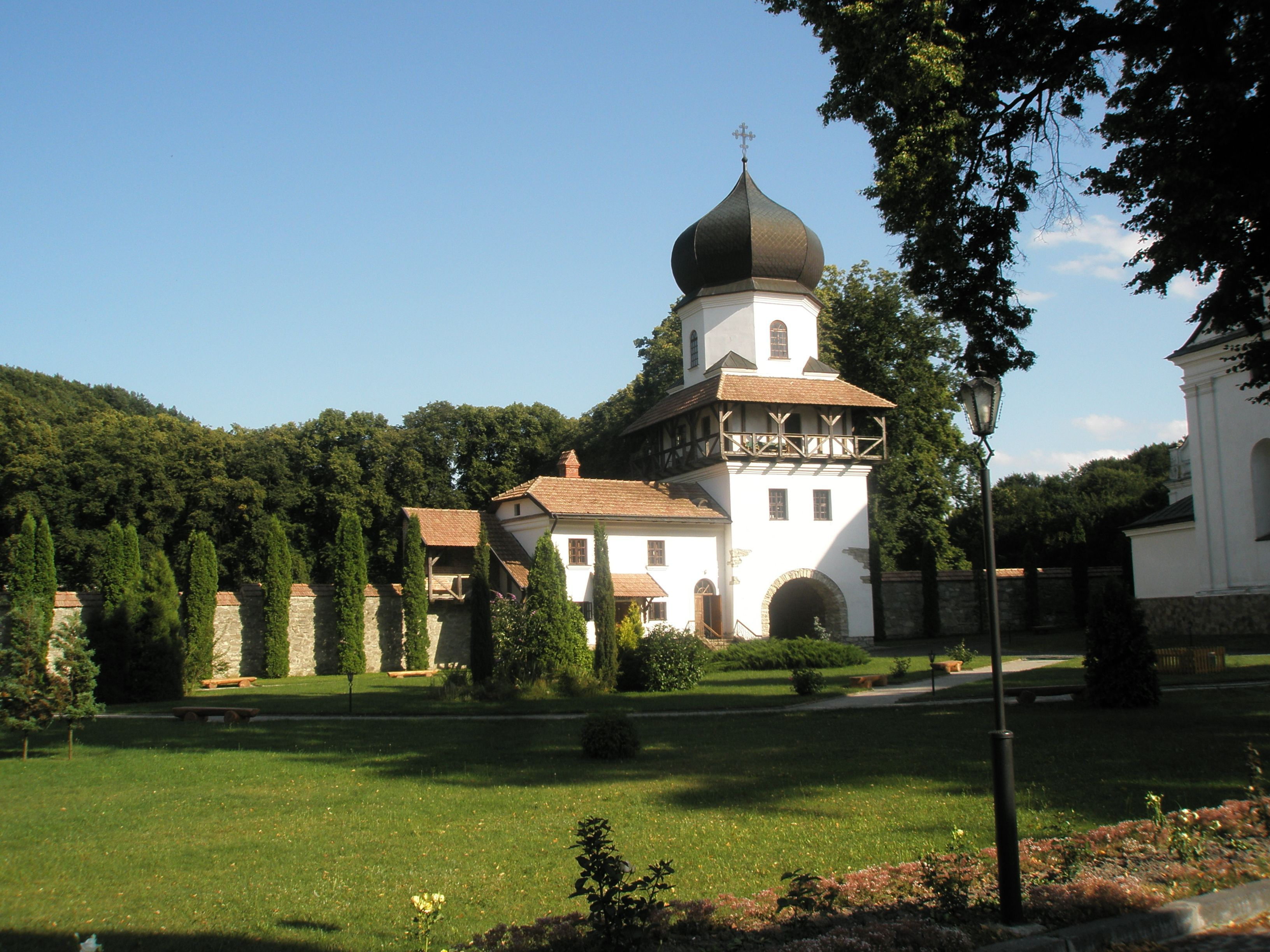
L'église st-Nicolas classée[2],
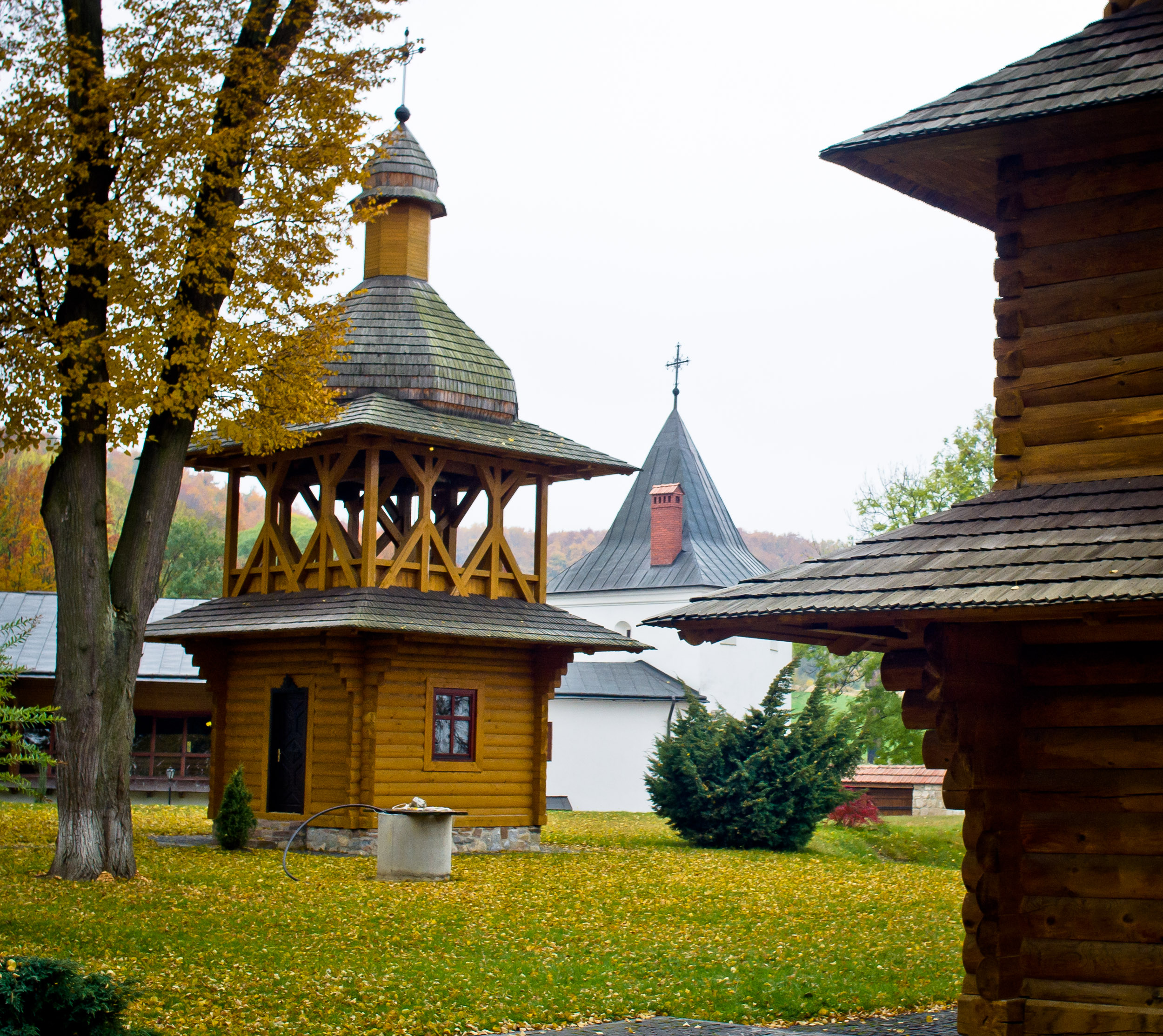
l'église de l'Intercession,
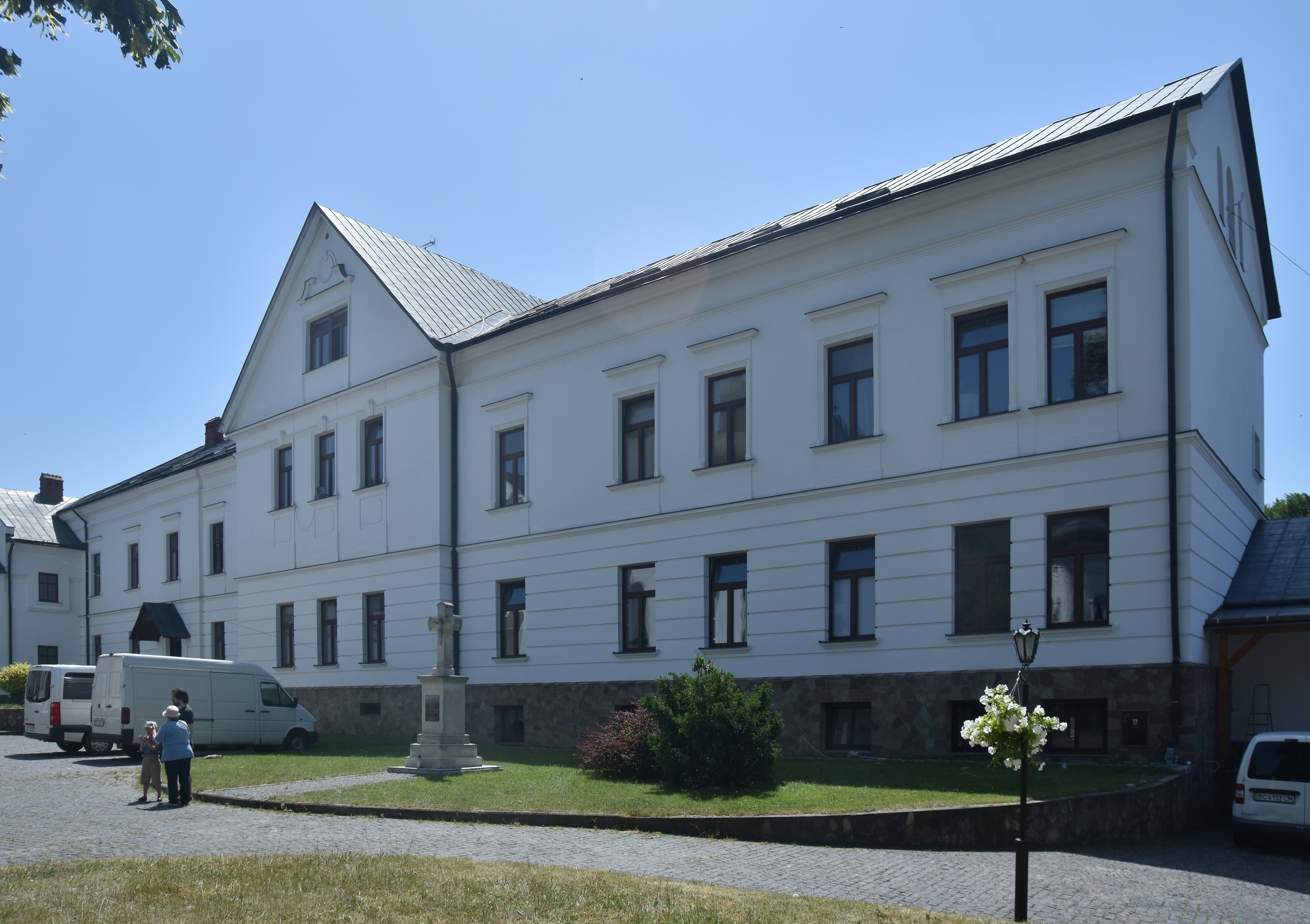
cellules des moines classées[2],
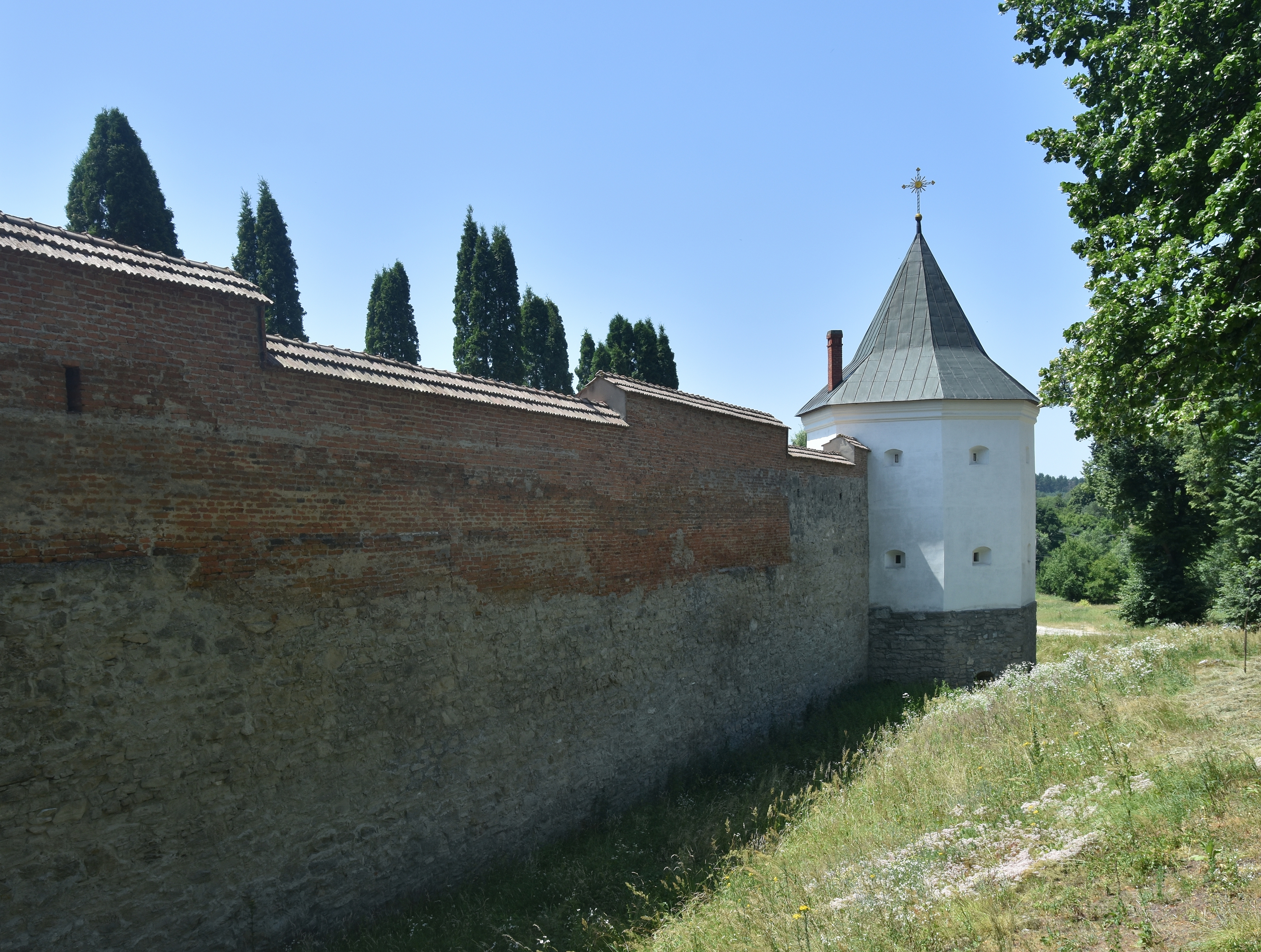
mur d'enceinte classé[3],
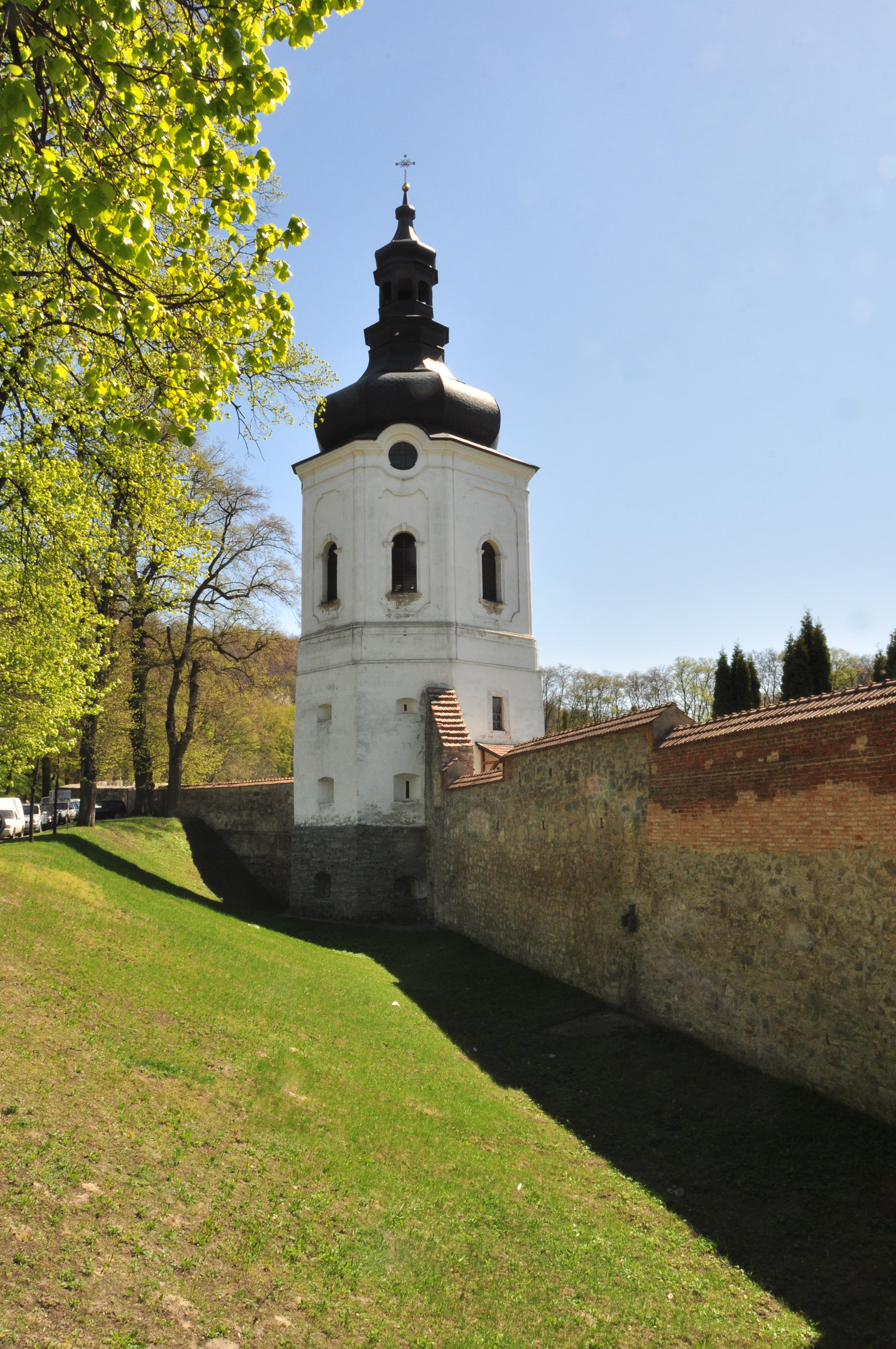
la grande tour,
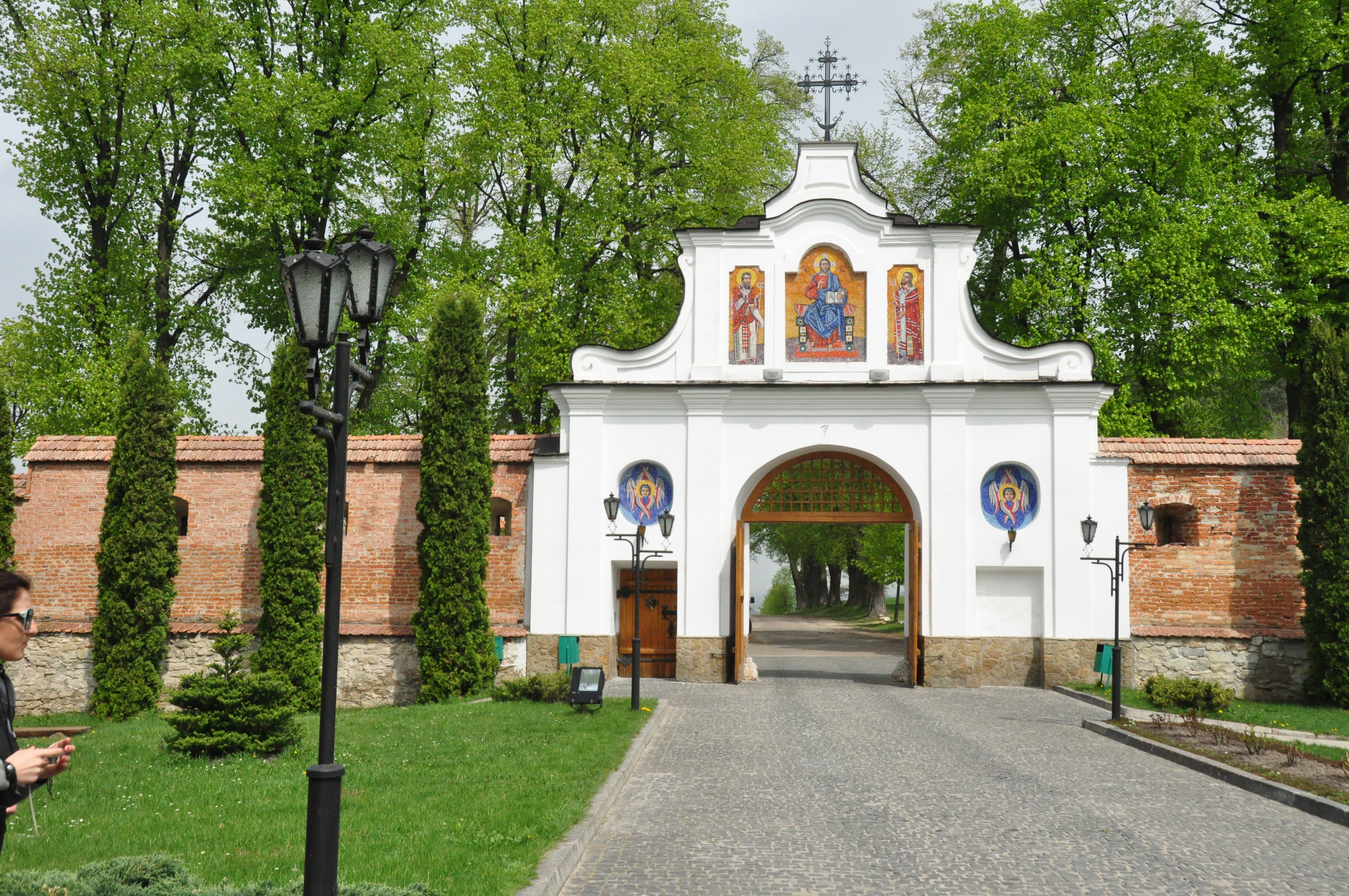
la porte principale.